# Aechmea cariocae
Aechmea cariocae är en gräsväxtart som beskrevs av Lyman Bradford Smith. Aechmea cariocae ingår i släktet Aechmea och familjen Bromeliaceae. Inga underarter finns listade i Catalogue of Life.